# شاهزاده و من
شاهزاده و من (به انگلیسی: The Prince and Me) فیلمی کمدی رمانتیک است محصول سال ۲۰۰۴ و به کارگردانی مارتا کولیج است. در این فیلم بازیگرانی همچون جولیا استایلز، لوک مابلی، بن میلر، میراندا ریچاردسون، جیمز فاکس، آلبرتا واتسون، جان بورگیوس، زکری نایگتون، الیزا بنت، دوین راتری و یانی کینگ ایفای نقش کرده‌اند. تاکنون سه دنباله از این فیلم ساخته شده‌است.

## خلاصه داستان
دختر دانشجویی بنام «پگی مورگان» در دانشگاه با یک دانشجوی دانمارکی انتقالی عجیب و غریب بنام «ادوارد» آشنا می‌شود، و این دو با هم رابطه دوستی را آغاز می‌کنند…